# Emese Szász-Kovács
Emese Szász (Budapeste, 7 de setembro de 1982) é uma esgrimista húngara que atua na categoria espada, medalhista de ouro nos Jogos Olímpicos de 2016.